# Доисторическая Северная Македония
Данный обзор охватывает территорию современной Республики Северная Македония, но не греческой провинции Македония, которая рассматривается в статье Доисторическая Греция.

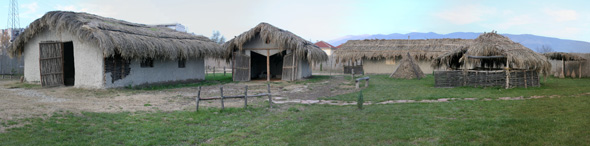
Реконструкция поселения Тумба-Маджари

## Неолит
Территория современной Республики Северная Македония была населена вплоть до неолита. В то же время, географическое положение благоприятствовало поселению людей, поскольку в регионе было множество рек с плодородными долинами и озёр. Долины рек Вардар, Струмица и Струма стали важными направлениями расселения людей.
Географический регион Македонии сыграла важную роль в торговом обмене между областями Эгейского моря, Анатолии и Центральной Европы. Основная трасса, вдоль реки Вардар, прерывалась двумя естественными препятствиями: горловинами Таор и Демир.
Первые обитатели региона Северной Македонии вели оседлый образ жизни, были земледельцами, изготавливали керамику. Наиболее ранним археологическим памятником является Вршник близ деревни Царинци в округе Штип, где люди поселились около 7000 года до н. э. Здесь обнаружены следы земледелия, а также полированные топоры и керамические сосуды. Это поселение, наряду с соседним Анзабегово, дали совместно имя археологической культуре Анзабегово-Вршник, варианту Старчево-Кришской культуры), которая существовала около 5300 — 4200 гг. до н. э..
Ранненеолитическое поселение Влахо к югу от деревни Живойно на юго-востоке Центральной Пелагонии датируется 6410–6240 годами до нашей эры. Керамика в основном состоит из тарелок и кувшинов. Некоторые тарелки расписаны белыми узорами (например, зигзагами, треугольниками и мотивами «с») или имеют тиснëный орнамент, обычно называемый импрессо (impresso).
На равнине Пелагония на юго-западе страны также открыто несколько поселений. Они относились к Велуша-Породинской культуре, также вариант Старчево-Кришской культуры), представленной находками каменных и костяных орудий, а также орнаментированной керамики, нередко ритуального характера. Аналогичные поселения существовали в окрестностях города Охрид. Эта культура возникла около 5500 г. до н. э.. Археологический памятник Тумба-Маджари близ Скопье, наиболее важный на Вардарском плато, принадлежал в разные времена двум разным культурам. Здесь были найдены зооморфные и антропоморфные фигуры, а также жертвенники. Место было населено в период 6000 — 4300 гг. до н. э., а свой апогей пережило около 5800 — 5200 гг. до н. э..
Указанные две культуры, Анзабегово-Вршник и Велуша-Породин, отличаются от других археологических групп юго-восточной Европы главным образом использованием белой краски на своей керамике. Нередко заметны следы внешних влияния, например, из Фракии в Вршнике.
В регионе Скопье поддерживались тесные связи с культурами на территории современной Сербии: Старчевской, Винча и Лепенского Вира. В целом археологически территория Северной Македонии отличается находками, которые отсутствуют в других регионах: статуэтки Великой Матери, женские фигурки, нередко с украшениями и роскошными причёсками, установленными на крышу небольшого дома. Артефакты такого рода встречаются главным образом на местах жилищ и, видимо, были предметами культа плодородия и защитницами входа.

## Бронзовый век

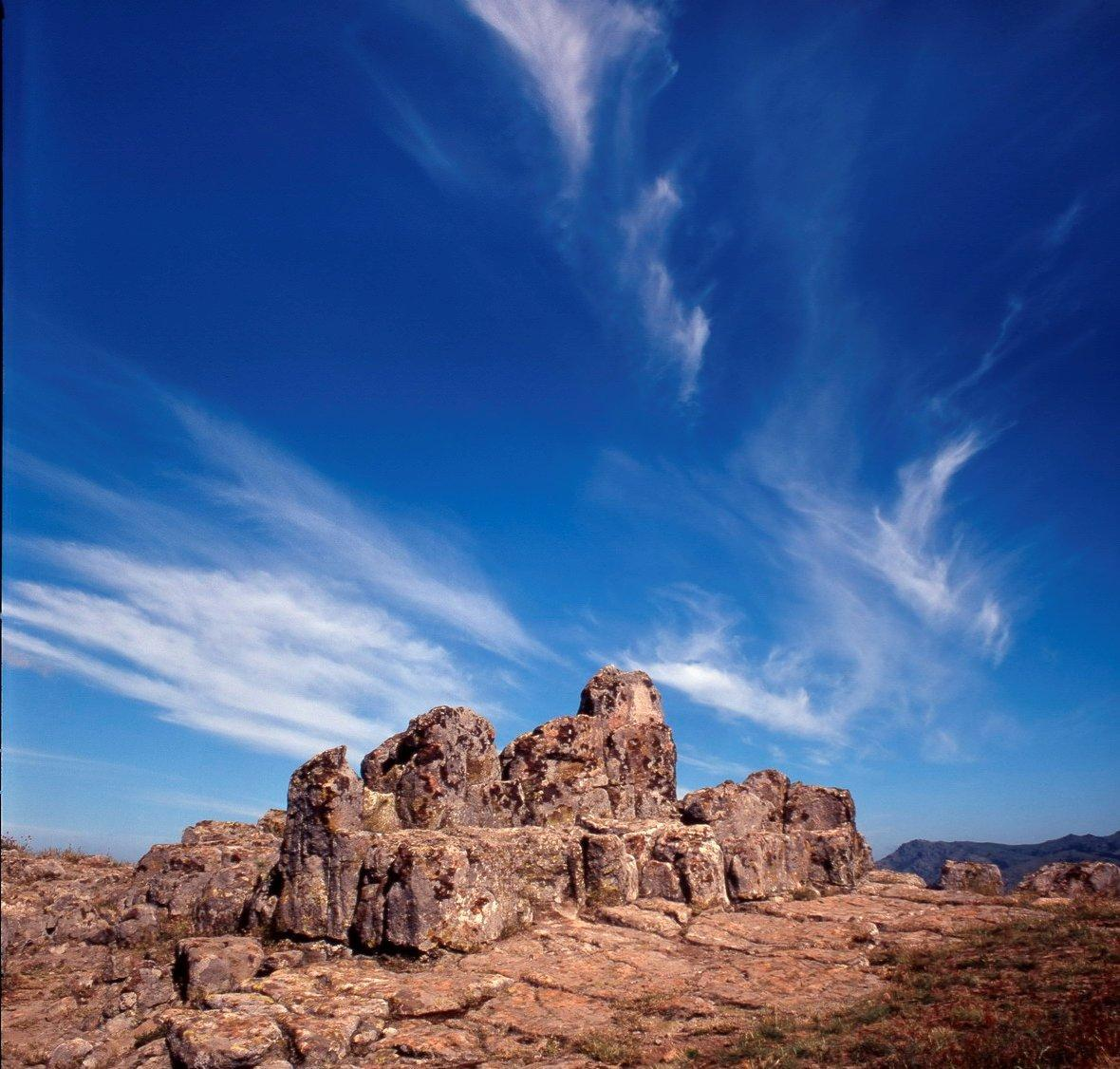
Мегалитическая обсерватория Кокино.

В начале 2 тыс. до н. э., отчасти благодаря контактам с Иллирией на побережье Адриатики, территория Северной Македонии вступает в бронзовый век. Многочисленные поселения этого периода были обнаружены археологями — хорошими примерами являются Црнобука, Шуплевац и Бакарно Гумно. Дома были каменными. Ремесло этого периода характеризуется керамическими сосудами с цилиндрическим горлышком, украшенными графитом, а также изготовлением статуэток в виде сидящих человеческих фигур. Некоторые деревни, в частности, обнаруженная на месте современной крепости Скопье, были сооружены в труднодоступных местах, вероятно, в связи с необходимостью защищаться от соседей. Мегалитическая обсерватория Кокино, сооружённая в начале указанного периода, является наиболее монументальным памятником бронзового века в Северной Македонии. Расположенная близ Куманова, на севере страны, она по площади занимает 5000 м² и является, по мнению NASA, 4-й по старшинству обсерваторией в мире после Абу-Симбела, Стоунхенджа и Ангкор-Вата.
В последние десятилетия III тыс. до н. э. и вплоть до средней эпохи бронзы, а также в XII—IX веках до н. э., регион постоянно испытывал вторжения различных племён индоевропейского происхождения, которые пришли с Русской равнины и завоевали долину Моравы. Неизвестное племя в указанную эпоху вторглось в страну и уничтожило все сооружения в долине реки Вардар, которая располагалась на дороге из Центральной Европы на Ближний Восток.
Окончание этих миграций привело к периоду мира и процветания, что было особенно заметно на материалах таких археологических памятников, как Канино, Радоборска Тумба и Висок Рид. В 1300—1200 годах до н. э. регион испытал новые вторжения: на этот раз это были племена Эгейского моря, которые прошли через страну, а также иллирийцы, которые пришли с адриатического побережья и поселились во внутренней части восточных Балкан. Иллирийские гробницы этого периода находятся, в частности, в регионах Битола и Штип. Постепенно вторженцы смешались с местным населением и принесли с собой использование железа, в особенности в Демир-Капия и на пелагонской равнине. Эти племена торговали с новыми ионийскими колониями, основанными на адриатическом побережье.

## Железный век

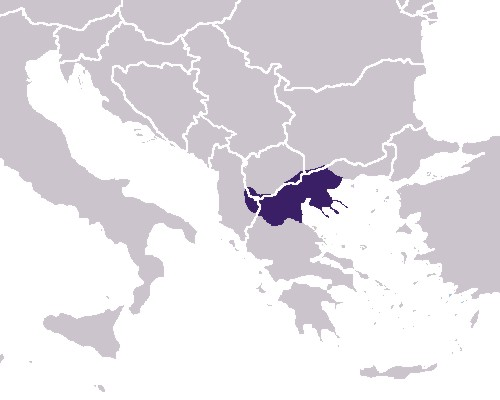
Карта Балкан. Македонское царство располагалось практически полностью на территории греческой провинции Македония (см. Македония (Греция)) и лишь малая и незначительная его часть на юге современной Республики Северная Македония и Албании.

Железный век на территории Северной Македонии начался около 1200 г. до н. э. и завершился около 400 г. до н. э. Наиболее характерными элементами данного периода являются могилы из камня или раскрашенной керамики. Подобные погребения были обнаружены, в частности, на некрополе Демир-Капия, на реке Вардар, в восточной части страны (близ Кочаны), а также в окрестностях г. Скопье.
В начале железного века территорию Северной Македонии занимали различные племена, чьи владения также распространялись на многочисленные соседние территории — это были, в частности, иллирийцы, фракийцы, бриги, эдонийцы, пеонийцы и пелагонийцы. Территория фракийцев включала север Македонии и часть Сербии, иллирийцы (вероятно, предки современных албанцев) находились в области Шарских гор, а пеонийцы обитали в долине реки Вардар. Эти народы, периодически то заключавшие союзы, то враждовавшие друг с другом, торговали с городами древней Греции и царства Македония. Последнее возникло около IX в. до н. э. и постепенно распространилось на территорию современной Греческой Македонии, где его южной границей стали Эгейское море и Пиндский массив. Северные же границы, в районе современного озера Преспа, примерно совпадали с границей современной Республики Северная Македония.

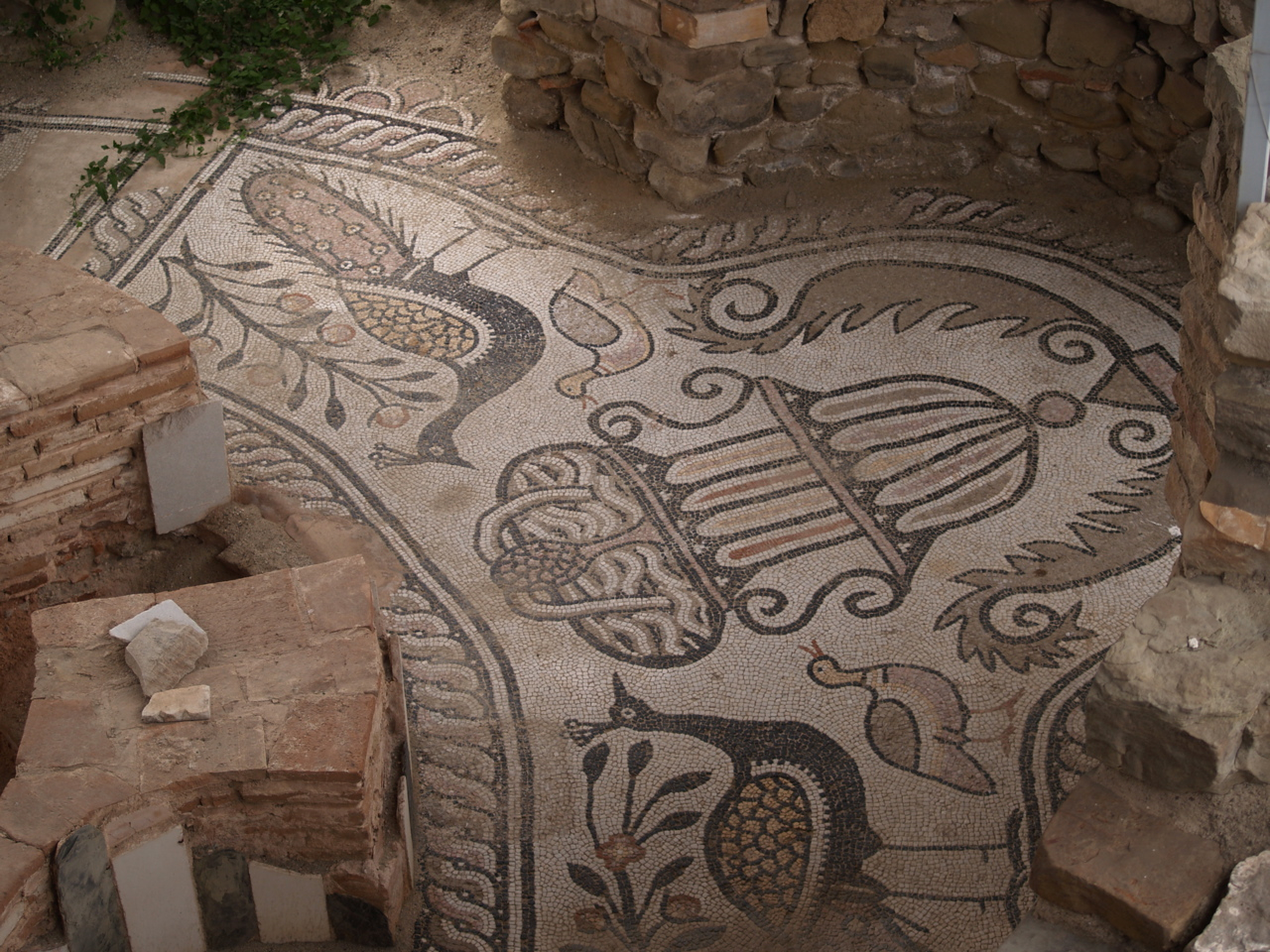
Мозаика в Стоби

Постепенно племенная аристократия приобретала всё большее влияние, и образовывались первые варварские государства. Княжеские гробницы, обнаруженные в Требениште, близ Охрида, датируемые около VI—V вв. до н. э., а также курганы в Беранцах близ Битолы, Кривого Дола, Штипа и Дабиц (близ г. Велес), характеризуют этот подъём аристократии. Некрополь в Требениште, где погребено 10 мужчин со шлемами и мечами, а также 3 женщины с украшениями, а лица закрыты золотыми масками, является особенно богатым, и указывает на связи между древней Македонией и античным миром. Кроме того, эти маски напоминают погребальные обряды Микенского царства, существовавшие почти за тысячелетие до того. В окрестностях нынешнего Охрида и на пелагонской равнине в то время обитали племена со слабой племенной организацией — такие, как пелагонийцы и линцесты. Эти группы, ведшие пастушеское хозяйство, представляли собой небольшие монархии. Люди этих народов жили в сезонных поселениях. Их связывают с молосцами в Эпире — ещё одним пастушеским народом.

## Переход к античности
Начиная с VI в. до н. э. регион испытывает сильное греческое влиляние, что заметно в производстве украшений, керамики и металлических предметов.